# Петрівка (Лазурненська селищна громада)
Петрі́вка — село в Україні, у Лазурненській селищній громаді Скадовського району Херсонської області. Населення становить 357 осіб.
24 лютого 2022 року село тимчасово окуповане російськими військами під час російсько-української війни.

## Населення
Згідно з переписом УРСР 1989 року чисельність наявного населення села становила 367 осіб, з яких 184 чоловіки та 183 жінки.
За переписом населення України 2001 року в селі мешкало 350 осіб.

### Мова
Розподіл населення за рідною мовою за даними перепису 2001 року:
| Мова       | Відсоток |
| ---------- | -------- |
| українська | 89,08 %  |
| російська  | 10,92 %  |